# Hyagnis meridionalis
Hyagnis meridionalis är en skalbaggsart som beskrevs av Stefan von Breuning 1968. Hyagnis meridionalis ingår i släktet Hyagnis och familjen långhorningar. Inga underarter finns listade i Catalogue of Life.